# Anatole Bailly
Anatole Bailly (Orleans, 16 de diciembre de 1833 - 12 de diciembre de 1911) fue un helenista francés, autor de un famoso Dictionnaire grec-français publicado en 1895.

## Biografía
Anatole Bailly nació en Orleans el 16 de diciembre de 1833 en el seno de una familia de moderada fortuna: su padre era director de la sociedad de auditoría L'Orléanaise y su madre regentaba una pequeña tienda de comestibles, fruta y material de costura. Estudió en un colegio de Orleans y obtuvo el título de bachiller en letras. Luego fue enviado a París para preparar en una institución privada su ingreso a la École Normale Supérieure, de la que se graduó en 1853.
Anatole Bailly comenzó su carrera educativa como suplente en el liceo de Lyon. Nombrado profesor del liceo de Lyon, abandonó esta ciudad en 1859 para trabajar en el Liceo Louis-le-Grand de París. En 1861 fue contratado por el Liceo Pothier de Orleans, su ciudad natal. Pasó el resto de su carrera en este puesto, del que se retiró en 1889.
Profesor competente y concienzudo, pero muy modesto, Bailly fue autor de numerosos libros de texto, gramáticas y diccionarios de griego y latín que fueron populares en las escuelas francesas a finales del siglo XIX. También se interesó por la historia y escribió numerosos relatos biográficos de personajes ilustres de Orleans. Fue miembro de las sociedades académicas de Orleans: la Société d'Agriculture, Sciences, Belles-lettres et Arts d'Orléans y la Société archéologique et historique de l'Orléanais. A nivel nacional, fue miembro del Conseil académique de París y de la Association pour l'encouragement des études grecques en France (desde su fundación en 1867), además de ser nombrado corresponsal del Institut de France en la Académie des inscriptions et belles-lettres en 1889. Entre otras funciones, Bailly fue oficial de la Académie, caballero de la Legión de Honor y caballero de la real orden del Sauveur de Grèce.
Tras la publicación en 1885 del Dictionnaire étymologique latin, del que fue coautor con Michel Bréal, Bailly completó el Dictionnaire grec-français con la ayuda de Émile Egger en 1895. Esta última obra aseguró su reputación académica. La versión abreviada, que tenía la mitad de la extensión del original, apareció en 1901. Estaba preparando una edición revisada de lo que se conocería como Le Bailly, cuando murió repentinamente el 12 de diciembre de 1911 en su casa familiar, en la que había pasado la mayor parte de su vida.
Un colegio de Orleans creado en junio de 2008 lleva su nombre.